# گردشگاه چشمه‌زنه

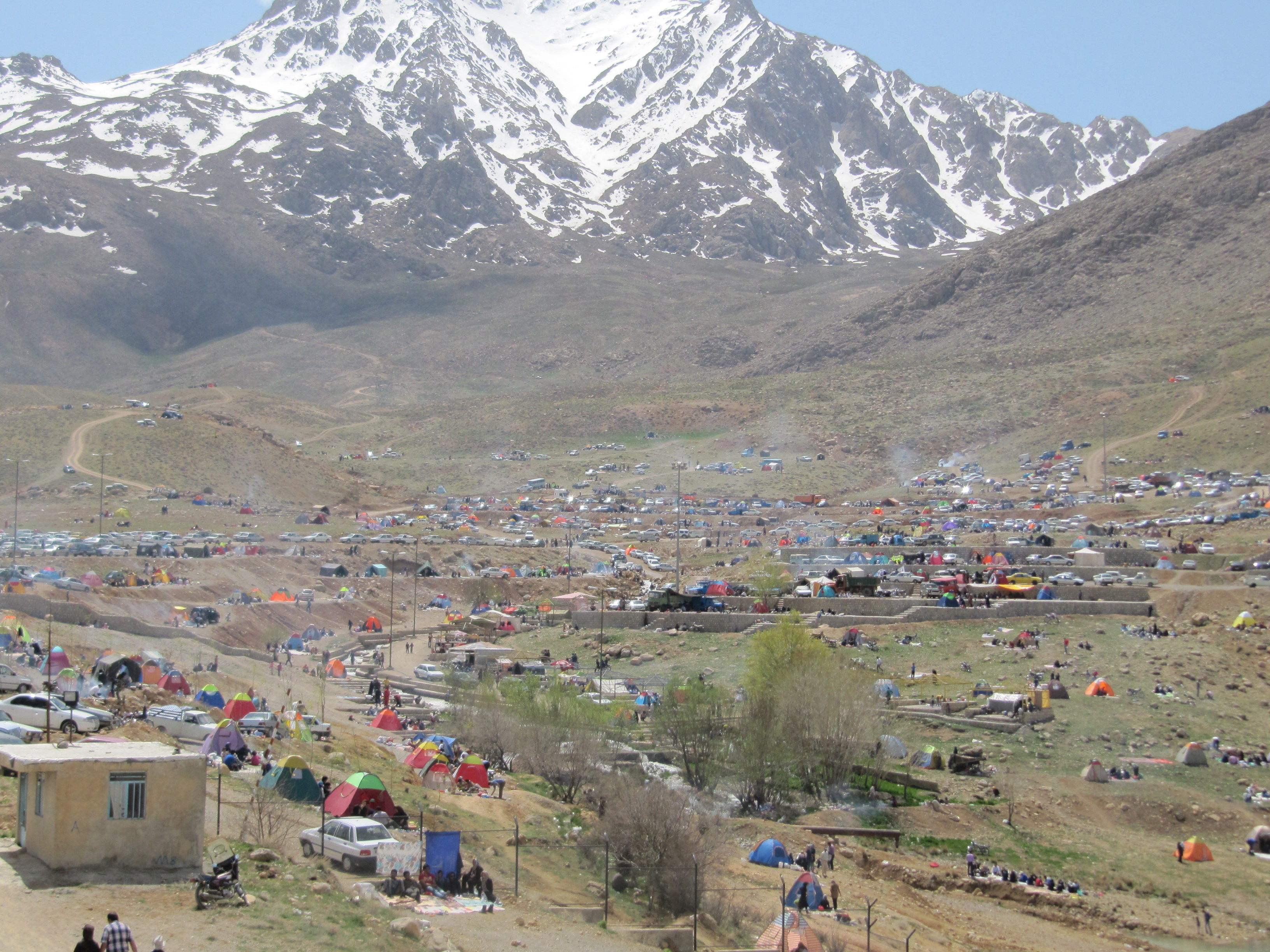
گردشگاه چشمه‌زنه در ارتفاعات جهان بین

گردشگاه چشمه زنه، گردشگاهی در مجاورت سد چشمه زنه است که در دامنه قله جهان‌بین قرار دارد. این گردشگاه در مجاورت شهر هفشجان و ۱۵ کیلومتری شهرکرد واقع شده است.
در روز طبیعت هرساله بیش از هزاران نفر از گردشگاه چشمه‌زنه دیدن می‌کنند.
این گردشگاه، مهم‌ترین جاذبه‌های گردشگری در شهرستان شهرکرد از توابع استان چهارمحال و بختیاری است که لاله‌های واژگون از مهم‌ترین ویژگی‌های آن می‌باشد.در وجه تسمیه نام چشمه‌زنه باید توجه داشت که نام زنه به علت زایش چشمه‌ای جوشان در کوه جهان‌بین می‌باشد.

## موقعیت
به‌واسطهٔ قرارگیری این گردشگاه در دامنهٔ مرکزی کوه جهان‌بین و نزدیکی به آثار تاریخی مهم استان چهارمحال و بختیاری، همچون تپه اسکندری هفشجان و نیز به عنوان نزدیک‌ترین جاذبه گردشگری به مرکز استان، شهرکرد، از موقعیت مناسب و مهمی در منطقه برخوردار است؛ در چند سال اخیر علی‌رغم ایجاد سد و تخریب درختان و آثار باستانی، هم‌اکنون در حال توسعه و بازسازی است.